# Rhaphiptera rixator
Rhaphiptera rixator là một loài bọ cánh cứng trong họ Cerambycidae.